# (1277) Dolores
(1277) Dolores ist ein Asteroid des Hauptgürtels, der am 18. April 1933 vom russischen Astronomen Grigori Nikolajewitsch Neuimin in Simejis entdeckt wurde.
Der Name des Asteroiden ist abgeleitet von der spanischen Politikerin Dolores Ibárruri.